# Directive Télévision sans Frontières
La Directive Télévision sans Frontières (TSF ou TVSF) ou directive 89/552/CEE du Conseil du 3 octobre 1989 visant à la coordination de certaines dispositions législatives, réglementaires et administratives des États membres relatives à l'exercice d'activités de radiodiffusion télévisuelle définit la politique audiovisuelle de l'Union européenne. Son principal objectif est d’assurer la libre circulation des programmes télévisés européens au sein du marché intérieur. Elle veille également au respect de quotas de diffusions d'œuvres européennes, fixés à au moins 50 % du temps d'antenne chaque fois que cela est réalisable. La directive TSF a de plus comme objectifs la protection des mineurs, le droit de réponse et la diversité culturelle,.